# Blaubart (Erzählung)

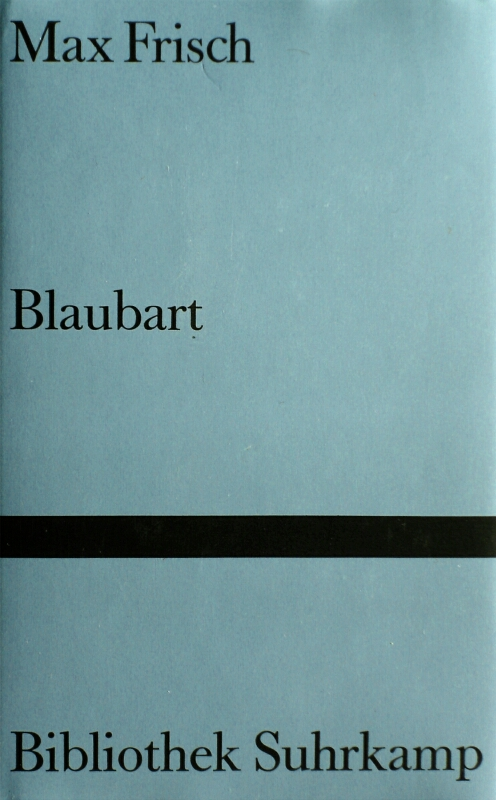
Blaubart in einer Ausgabe der Bibliothek Suhrkamp

Blaubart ist eine Erzählung des Schweizer Schriftstellers Max Frisch aus dem Jahr 1982. In dieser letzten größeren literarischen Arbeit griff Frisch noch einmal wesentliche Motive aus seinem Werk auf: die Suche nach der personalen Identität, die Festlegung des Einzelnen durch das Bild, das sich die Umwelt von ihm macht, sowie Schuld und Schuldbewusstsein des Mannes in seiner Beziehung zur Frau.
Felix Schaad, der Protagonist der Erzählung, ist ein des Mordes an seiner geschiedenen Ehefrau angeklagter Arzt. Zwar wird er im Gerichtsprozess freigesprochen, doch hat das Verfahren sein Bild in der Öffentlichkeit und in der Folge auch sein Selbstbild beschädigt. Schaad kann sich nicht von den Erinnerungen an die Verhöre lösen, die sich nach dem Prozess in seinen Gedanken und Träumen fortsetzen. Der Vorwurf der konkreten Schuld am Tod seiner Frau weckt in ihm die generelle Frage, wie sehr er in seinem Leben schuldig geworden ist. Am Ende legt Schaad ein Geständnis ab.
Formal steht Blaubart unter dem Prinzip einer in Frischs Spätwerk immer weiter fortschreitenden Reduktion von Inhalt und Form. Die von vielen als „karg“ und „kahl“ empfundene Prosa führte zu einer geteilten Aufnahme in der Literaturkritik. Während manche Stimmen die Erzählung als meisterhaftes Alterswerk bewunderten, wirkte sie auf andere Rezensenten irritierend, ermüdend und leer. Nach Blaubart zog sich Frisch von der literarischen Produktion zurück und veröffentlichte nur noch einen umfangreicheren Text, das politische Dialogstück Schweiz ohne Armee? Ein Palaver.

## Inhalt
Dr. Felix Schaad, ein 54 Jahre alter Arzt, wird verdächtigt, seine geschiedene Frau, die Prostituierte Rosalinde Zogg, ermordet zu haben. Er hatte sie am Mordtag besucht, als Tatwaffe wurde seine Krawatte benutzt, und er gibt wiederholt falsche Alibis zur Tatzeit an. Nach zehn Monaten in Untersuchungshaft kommt es zu einem dreiwöchigen Prozess mit insgesamt 61 Zeugen. Am Ende wird Schaad freigesprochen, „aus Mangel an Beweisen“, wie er es empfindet, obwohl von dieser Floskel im Urteil keine Rede ist.
Mit dem Freispruch beginnen für Felix Schaad erst die offenen Fragen: Wie lebt es sich mit einem Urteil aus Mangel an Beweisen? Welche Schuld trägt er tatsächlich am Tod seiner Frau? Ist ein Mensch jemals vollkommen unschuldig? - Während Schaad durch die Anklage zum gesellschaftlichen Außenseiter geworden ist, seine Praxis leer steht und der Segelclub seinen Austritt erwartet, kann er die Erinnerungen an den Prozess nicht verdrängen. Eine Flucht durch Umzug oder Selbstmord scheidet für ihn aus, weil dies als nachträgliches Eingeständnis seiner Schuld gewertet werden könnte, stattdessen flüchtet sich Schaad ins Billardspiel, in lange Wanderungen und eine Reise nach Japan. Doch er findet keine Ablenkung vom Verhör des Staatsanwalts, das noch Wochen nach der Verhandlung seine Gedanken beherrscht. In Schaads Erinnerung tritt erneut die lange Reihe der Zeugen auf, solche, die ihn belasten, solche, die ihn verteidigen, und solche, die über ihn Dinge aussagen, die ihm selbst neu sind und die er nicht in allen Fällen hätte wissen wollen.
Eine nach der anderen werden Schaads geschiedene Ehefrauen in den Zeugenstand gerufen. Seine derzeitige siebte Gattin nennt ihn scherzhaft nach der Märchenfigur „Ritter Blaubart“, weil er bereits sechs Scheidungen hinter sich gebracht habe, eine Bezeichnung, die sich bald auch auf den Titelblättern der Boulevardpresse wiederfindet. Von allen Frauen wird Schaads übersteigerte Eifersucht bestätigt. Doch diese habe sich stets nach innen gerichtet, indem er etwa vor den Augen einer seiner ehemaligen Gattinnen seine teure Pfeifensammlung zerbrach. Mehrmals fällt der Ausspruch, er könne keiner Fliege etwas zuleide tun. Seine Eifersucht, behauptet Schaad, habe er überwunden, seitdem ihn Rosalinde nach ihrer Scheidung einmal bei der Ausübung ihrer Arbeit über eine Videokamera zusehen ließ.
Das Verhör in Schaads Kopf bleibt nicht auf den vergangenen Prozess beschränkt. Die Stimme des Staatsanwalts kontrolliert auch seine Spaziergänge, fragt ihn über seine Träume aus, ruft seine verstorbenen Eltern in den Zeugenstand und schließlich auch das Opfer, das nur lächelt, wie Schaad sie von Fotos in Erinnerung hat, aber schweigt. Erst jetzt, nach dem Prozess, erinnert sich Schaad plötzlich an Details, die ihm während der Verhandlung entfallen waren: dass Rosalinde oft Blumen von Unbekannten geschickt bekam, jedes Mal dieselbe Anzahl von fünf Lilien. Bei Schaads letztem Besuch läutete unablässig ihr Telefon, in ihrer Schreibmaschine fand sich ein angefangener Liebesbrief. Als Schaad Rosalinde verließ, schickte er ihr aus einer Laune heraus selbst Blumen, fünf Lilien von der Sorte, wie sie später auf der Toten drapiert waren.
Schaad fährt auf das Polizeirevier seines Heimatorts und gesteht mit einem Gefühl der Erleichterung den Mord. Doch die Polizei glaubt seiner Aussage nicht. Die Tat sei von einem griechischen Studenten namens Nikos Grammaticos begangen worden. Auf dem Rückweg fährt Schaad gegen einen Baum, aber er überlebt den Unfall. Im Krankenbett entsteht in seinem Kopf erneut das Verhör des Staatsanwalts, der ihm mitteilt, seine Operation sei gelungen, und ihn zum Hergang und Motiv seines Unfalls vernimmt. Am Ende gibt Schaad auf die Fragen keine Antwort mehr.

## Form
Blaubart ist in Form einer Montage gearbeitet, einer Technik, die weite Teile von Frischs Werk und vor allem sein Spätwerk bestimmt. Dialogsequenzen aus Schaads realem und im Nachhinein imaginierten Prozess wechseln sich ab mit dem inneren Monolog der Hauptperson. Laut Jürgen H. Petersen fassen beide Erzählebenen ihren Gegenstand nicht vollständig. Während der Gerichtsdialog einen Mord behandle, den Schaad nicht verübt habe, werden in den Monologen die Bedrängnisse der Hauptfigur nicht dargestellt. Frischs Technik in Blaubart sei es, einen Erzählgegenstand, über den direkt nicht gesprochen werden kann, indirekt zu offenbaren: nicht die konkrete Schuld, wegen der Schaad angeklagt werde, sondern eine generelle Schuld, von der ihn niemand freisprechen könne. Für Klaus Müller-Salget findet das Scheitern der Kommunikation auf allen Ebenen der Erzählung seine Entsprechung in den beiden verwendeten Sprachstilen, im „restringierten Code der Gerichtssprache“ und den hilflosen, einfachen Aussagesätzen Schaads, die beide die Wahrheit nicht auszudrücken vermögen.
Das Prinzip der Reduktion, das bereits die vorangegangenen Erzählungen Montauk und besonders Der Mensch erscheint im Holozän kennzeichne, werde nach Auffassung Petersens in Blaubart weiter vorangetrieben. Die Erzählung besitze keinen Spannungsbogen, keine dramatischen Elemente, nicht einmal einen Erzähler, der reflektieren oder kommentieren könne. Sowohl der innere Monolog wie der Dialog werden unmittelbar und im Präsens dargestellt. Zu diesen für Frischs Spätstil typischen Charakteristika geselle sich in Blaubart ein neues Element: der Humor, der sich vor allem in den Dialogen offenbare, in denen die Gesprächspartner aneinander vorbeireden. In einem Interview mit Günter Kunert bezeichnete Frisch selbst den Stil der Erzählung als „eine karge Erzählweise“, die „nach der größtmöglichen Reduktion“ strebe. Er habe „immer wieder weggenommen, was ein Leser sich selber ausmalen kann. […] Es ist mir in den letzten Jahren immer wichtiger geworden, daß ich als Erzähler nicht mitteile, was ich zu einer Situation meine. Ob der Mann mir leid tut oder ob ich ihn verurteile, nichts davon möchte ich in dem Text haben: Damit der Leser […] von seiner eigenen Erfahrung betroffen wird“. Gegenüber Volker Hage führte er weiter aus: „Das fasziniert mich mehr und mehr: wie weit man gehen kann mit dem Aussparen.“ Besonders eingenommen war Frisch vom Vergleich mit dem Schweizer Bildhauer Alberto Giacometti, den ein amerikanischer Rezensent gezogen hatte: „Diese Erzählung sei wie eine Skulptur von Giacometti, die extreme Schlankheit der Figur stellt den Raum rund um sie her. Das war zumindest mein erzählerisches Ziel.“

## Interpretation

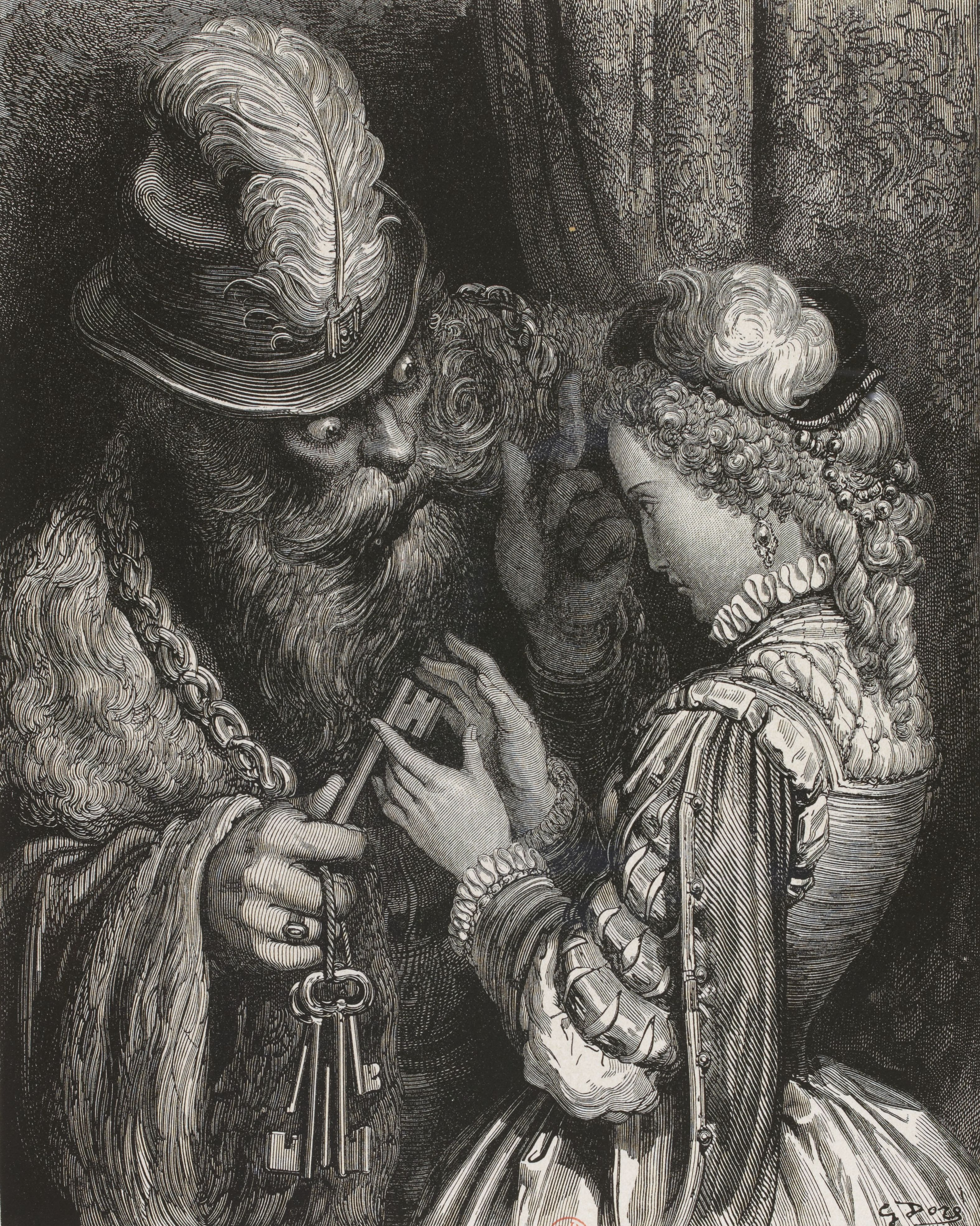
Ritter Blaubart, nach dem der Protagonist betitelt wird, in einem Holzschnitt von Gustave Doré aus dem Jahr 1862

Mit dem Titel seiner Erzählung knüpft Frisch an das Märchen des Ritters Blaubart von Charles Perrault aus dem Jahr 1697 an. Spätere Überlieferungen stammen unter anderem von Ludwig Tieck (1797) und Anatole France (1909). Obwohl die Erzählung direkten Bezug auf Perrault nimmt, erinnert Frischs Blaubart laut Cornelia Steffahn eher an Frances Figur, einen unschuldigen, zurückhaltenden Burgherren, der von allen seinen sieben Frauen hintergangen wird. Außer dem Titel und einigen Details – den sieben Ehefrauen, dem Mord an einer von ihnen – gibt es nur wenig Berührungspunkte der Erzählung zum Märchen. Vielmehr ironisiert Frisch die Vorlage, indem der Spitzname des Protagonisten von der naiven Täuschung seiner Ehefrau über das Wesen des fiktiven Ritters rührt. Für Volker Weidermann überträgt Frisch einige Motive des Märchens ins 20. Jahrhundert, sein Blaubart sei „ein liebender, ein eifersüchtiger, ein fliehender Mann der Gegenwart“.
Felix Schaad wird von der Anklage des Mordes an seiner geschiedenen Ehefrau freigesprochen, doch nicht wegen erwiesener Unschuld, sondern „mangels Beweis – Wie lebt einer damit?“. Nach Lübbert R. Haneborger werfe der Prozess Schaad aus seiner Lebensbahn: „Mein Freispruch ist bekannt, aber man weiß zuviel über meine Person.“ Erst nach dem Gerichtsverfahren beginne für Schaad der eigentliche, sein innerer Prozess. Seine Welt schrumpfe auf die Verhöre in seinem Kopf, und alle Ausbruchsversuche durch Alltagstätigkeiten scheitern. Schaads „subjektives Schuldempfinden“ weiche ab vom „objektiven Schuldbegriff der Rechtsprechung“. Frisch kommentierte seinen Protagonisten: „Schaad hat ein latentes Schuldgefühl. […] Er weiß […], daß er nicht der Täter gewesen ist, aber er kann nicht sagen: ich bin unschuldig.“ „Und so wird Schaad ein leeres Gefäß, in das die anderen hineinwerfen können, was sie wollen. […] Er wird bestimmt durch eine Kollektion von fremden Meinungen und kann all dem nichts mehr entgegenhalten. Darum ist er wirklich zum Tod verurteilt trotz seines Freispruchs […] bis zu dem Wahnsinn, daß er endlich das Geständnis ablegt für eine Tat, die er nicht begangen hat. Um sich selber zu bestimmen.“
Haneborger sieht Schaad im Gerichtsverfahren als Teil des Machtgefälles eines „forensisch-juridischen Diskurses“ in der zugewiesenen Rolle des Unterlegenen. Die Regeln der Verhandlung verweigern dem Arzt die aus seinem gesellschaftlichen Status gewohnte Selbstdarstellung und erschweren eine moralische Rechtfertigung. Sein Selbstbild und die von außen vorgenommenen Zuweisungen durch Zeugenaussagen klaffen auseinander: „Es gibt kein gemeinsames Gedächtnis.“ Schaads Biografie werde vor Gericht beschnitten, was bei ihm zu Geschichtsverlust und fortschreitender Indifferenz führe. Vor Gericht relevant, identitätsstiftend, seien lediglich die Teile seiner Geschichte, die als Indizien seiner Schuld gewertet werden können. Zwar werde Schaad am Ende freigesprochen, doch die Fremdbestimmung durch die Prozesssprache setze sich in ihm fest. Auch nach seinem Freispruch verbleibe er in der erlernten Rolle des Schuldigen. Seine Erinnerung bringe aus allen Lebensphasen belastendes Material hervor. Schaad ziehe sich von der sozialen Umwelt zurück und entfremde sich von sich selbst. Sein paranoides Schuldbewusstsein steigere sich zu einer Psychose.
Neben der Fremdbestimmung durch das Gerichtsverfahren spielt für Haneborger der Selbstrechtfertigungsdruck eine gewichtige Rolle. Er führe bei Schaad zu einer „Selbst-Justiz“ und dem Bedürfnis, sich bei den alltäglichsten Verrichtungen Alibis zu beschaffen. Das einmal schriftlich Festgehaltene entwickle sich zur Bedrohung: „Man soll keine Notizen hinterlassen – eines Tages ist man verhaftet unter falschem Verdacht und der Staatsanwalt liest vor“. Schaads Selbst-Gericht dringe in immer intimere Bereiche vor bis in sein Unterbewusstsein und seine Träume. Die Abwesenheit der Toten nehme ihm die Möglichkeit ihrer entlastenden Aussage. Schaad lasse sich in seinem inneren Prozess auch durch die Erkenntnis nicht beirren: „Mangels Beweis – Wieso habe ich das gehört? Das kommt im Urteilsspruch nicht vor.“ Anders als Josef K. aus Franz Kafkas Der Process sei Schaad sich eben nicht sicher, vollständig unschuldig zu sein: „Seit meinem vierzehnten Lebensjahr habe ich nicht das Gefühl unschuldig zu sein“. Es gehe ihm nicht bloß um den realen Mord an Rosalinde, sondern um den metaphorischen Mord an seinen sämtlichen sieben Ehen, denn siebenmal konnte er das Versprechen auf ein gemeinsames Leben nicht erfüllen. Die Ursache der gestorbenen Liebe suche er stets bei sich selbst.
Walter Schmitz sieht das Gericht in Frischs Romanen vielfach als Bild für das Verhältnis der Geschlechter. Während in seinem Erstling Jürg Reinhart. Eine sommerliche Schicksalsfahrt der männliche Protagonist noch seinen Prozess der Selbstfindung gewinne, werde in Frischs folgenden Werken das „männliche Schuldbewusstsein“ stets gerichtlich bestätigt. Die Unfähigkeit, Selbstbild und Außenbild miteinander in Einklang zu bringen, Privates und Öffentliches zu verbinden, werde dargelegt in der gescheiterten Kommunikation zwischen Mann und Frau. Der versuchte Dialog über die Grenze des Lebens hinaus zwischen Schaad und der auf Fotos nur lächelnden Rosalinde misslinge ebenso wie die Dialoge zwischen den Lebenden. Auch im Versuch, durch ein falsches Geständnis seine Erlösung von der Schuld zu erlangen, scheitere Schaad. Er bleibe „Felix ohne Praxis“. Über ihn triumphiere am Ende die Sprache. Der wahre Täter heiße Nikos Grammaticos, der Sieg der Grammatik. Felix Schaad hingegen, der vermeintlich Glückliche, habe letztlich den Schaden. Sein Kampf gegen Welt und Sprache bleibe vergeblich.
Die Erzählung endet mit einer Befragung, die der in einer Intensivstation liegende Schaad imaginiert, und der abschließenden Feststellung des Staatsanwalts: „Sie haben Schmerzen.“ Dies ist laut Frisch nicht bloß ein Hinweis darauf, „daß dieser Mensch als Patient Schmerzen hat und vielleicht sogar stirbt. Gemeint ist ein anderer Schmerz. Es ist der Schmerz der Existenz […], daß seine ganze Existenz ein Schmerz war […], nämlich ein unklares Verhältnis zum Schuldbegriff.“ Die Frage, ob Schaad sterbe, habe er bewusst offen gelassen: „Es ist trostloser, grauenhafter, aufregender, daß diesem Menschen alles mißlingt: das Geständnis gilt nicht, er macht einen Selbstmordversuch, der ihn nur verstümmelt, und liegt da, ist nicht der Mörder, ist nicht unschuldig und muß weiterleben.“

## Hintergrund und Entstehungsgeschichte

Max Frisch (ca. 1974)

Nach Fertigstellung der über acht Jahre hinweg immer wieder überarbeiteten Erzählung Der Mensch erscheint im Holozän im Jahr 1979 erlitt Max Frisch eine Schreibblockade. In einem Brief an Uwe Johnson bekannte er: „Es ist […] das erste Mal, daß ich wochenlang nichts schreibe. Ich habe auch kein Projekt, jedenfalls keines, das mich an die Schreibmaschine zieht. Was kann die Schreibmaschine dafür, daß ich Ekel vor ihr empfinde“.
In dieser Situation wurde Frisch Anfang 1980 in Zürich auf einen Schwurgerichtsprozess gegen einen des Mordes an seiner Ehefrau angeklagten Goldschmied aufmerksam. Er verfolgte den Prozess intensiv, versäumte von 68 Stunden der Verhandlung lediglich drei, ehe am Ende ein Freispruch als Urteil erging. Frisch äußerte sich später zu diesem Prozess: „[E]s war eigentlich nicht der Mordfall selbst, was mich sofort zu interessieren begann. […] Aufregend war für mich dieses perfekte Instrumentarium der Befragung, die selten etwas ergibt […], das alles unter dem großen Motto: ‚Die Wahrheit und nichts als die Wahrheit.‘ Man weiß, mit diesem sprachlichen Ritual ist die Wahrheit nie einzufangen. […] Die Sprache als ein Instrument, das nie ganz an die Realität herankommt.“ Als Frisch zwischen Oktober und Dezember 1981 die gewonnenen Erfahrungen in eine Erzählung umsetzte, in der er sich inhaltlich vom verhandelten Mord entfernte, habe er den eigentlichen Kriminalfall „so durchschnittlich wie möglich gewählt, damit er nicht das Interesse abzieht, denn nicht dieser Kriminalfall hat mich interessiert, sondern die Technik der Wahrheitsfindung“.
Blaubart wurde im Februar und März 1982 als Vorabdruck in der Frankfurter Allgemeinen Zeitung veröffentlicht und erschien anschließend als Buch beim Suhrkamp Verlag. Frisch betonte, er sei bei der Erzählung nicht vom Blaubart-Märchen ausgegangen: „Schaad wird mit dem Wort ‚Blaubart‘ eher ironisiert. Er ist ja alles andere als ein Patriarch.“ Bis kurz vor Drucklegung war die Phrase „Die Wahrheit und nichts als die Wahrheit“ als Titel der Erzählung vorgesehen gewesen. Den geänderten Titel Blaubart nannte Frisch eine „infame Irreführung“. Er habe zwar einmal den Plan gehabt, den Blaubart-Stoff zu einem Theaterstück zu bearbeiten, doch fand er: „Es ist kein sehr gutes Märchen. Es hat zu wenig Ambivalenzen.“ Dennoch ist der Titel nicht zufällig gewählt, denn auch aus Schaads Leben verschwinden insgesamt sieben Frauen, eine Schuld, die ihn nicht loslässt. Befragt, ob die Erzählung autobiografische Züge trage, antwortete Frisch: „Das Autobiographische daran ist, daß ich – christlich erzogen, nicht gläubig – Schuldgefühle habe, aber nicht weiß, worin die Schuld besteht.“

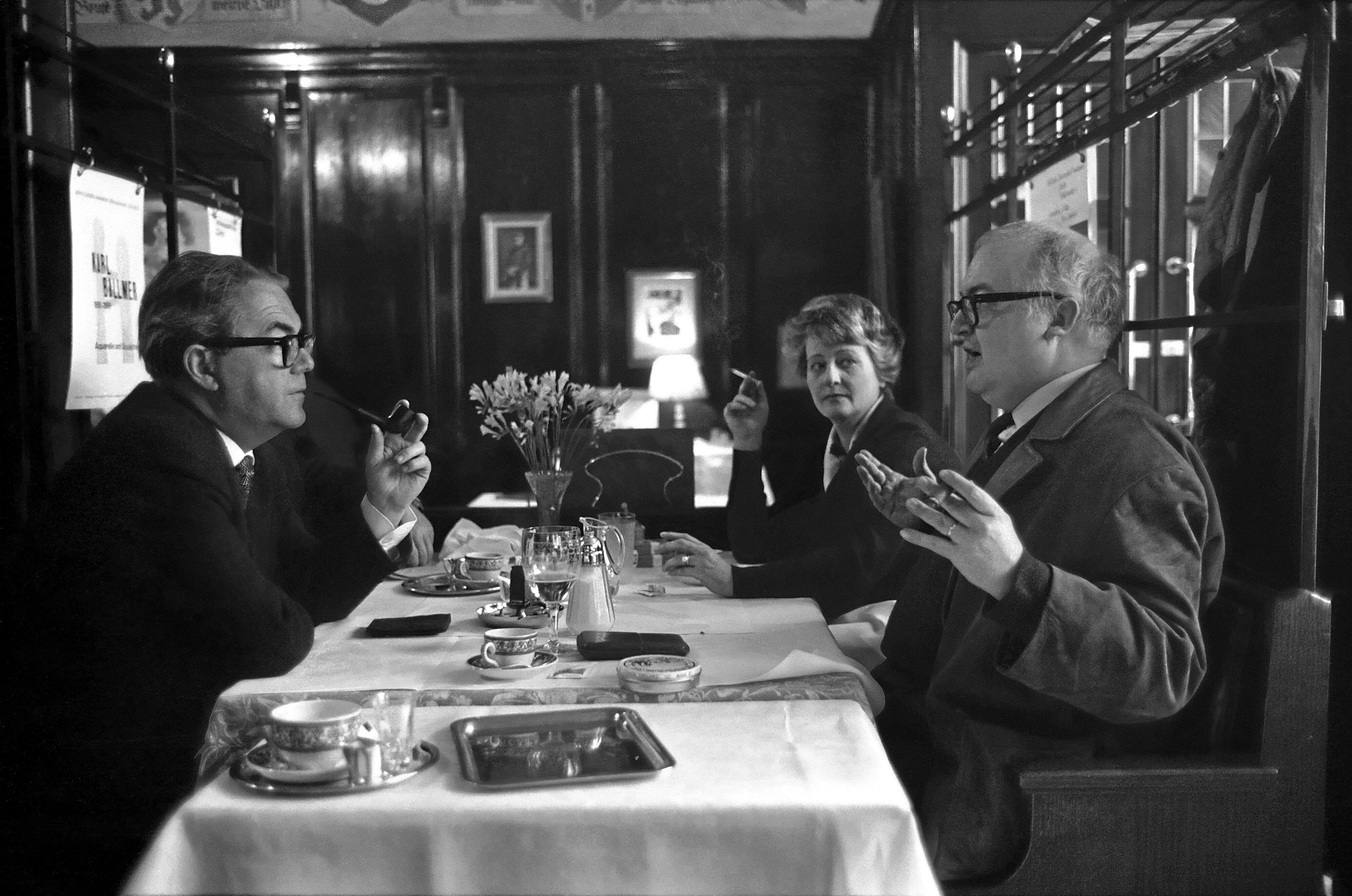
Max Frisch und Friedrich Dürrenmatt in der Kronenhalle in Zürich 1961

Unter dem Motto „Unvergeßlich bleibt auch ein Freund“ karikierte Max Frisch in der Figur des Herrn Neuenburgers seinen in Neuenburg lebenden und lebenslang in einer Mischung aus Freundschaft und Rivalität verbundenen Kollegen Friedrich Dürrenmatt und setzte ihm laut Heinz Ludwig Arnold „ein fragwürdiges Denkmal als unverhüllt egomanischer und salbadernder Trottel“. Die Aussagen Neuenburgers („Sonst ist er ein flotter Kerl […] Er hat mir doch jede Frau vorgestellt, die er heiratet […] Das ist ja grotesk […] Was mich stört sind seine Unwahrheiten […] Und dann ist er ja so überempfindlich“) beruhen zum Teil wörtlich auf einem im Dezember 1980 im Playboy publizierten Interview, in dem sich Dürrenmatt über Frisch und andere Schriftstellerkollegen ausgelassen hatte. Dürrenmatt hatte sich im Nachhinein vom Inhalt dieses Interviews distanziert. In der Figur Schaads kommentierte Frisch einen Anruf Neuenburgers: „Er meint es herzlich, ich weiß. […] Er kichert so laut, daß ich den Hörer etwas von meinem Ohr entfernen muß.“ Urs Bicher urteilte, Frisch habe mit der Parodie in Blaubart „einen Schlußpunkt unter die langjährige Beziehung“ zu Dürrenmatt gesetzt. In den Folgejahren blieben vereinzelte Versöhnungsversuche der beiden Schweizer Literaten erfolglos. In seinem letzten Brief zu Frischs 75. Geburtstag stellte Dürrenmatt fest, sie hätten sich „beide wacker auseinander befreundet“. Er brachte ein letztes Mal seine Bewunderung für Frisch zum Ausdruck, der in der Literatur „seinen Fall zur Welt“ gemacht habe, doch der Brief blieb von Frisch unbeantwortet.

## Stellung in Frischs Gesamtwerk
Stärker noch als dies bei Frischs früheren Texten der Fall war, wurde Blaubart von der Literaturwissenschaft zu Frischs Gesamtwerk in Beziehung gesetzt. Walter Schmitz sah „eine Vielzahl seiner bekannten Themen und Motive“ wieder aufgenommen, so dass „die Erzählung aus fast nichts anderem besteht als aus solchen Reminiszenzen und Stilzitaten“. Heinz Ludwig Arnold ordnete Blaubart zwischen den zwei zentralen Positionen von Frischs Werk ein, dem frühen Prosatext Was bin ich? und dem Prinzip aus dem Tagebuch 1946–1949: „Du sollst dir kein Bildnis machen“. Frisch habe „mit Blaubart so sehr ins Zentrum seiner Ästhetik getroffen, daß man ihn fast einen Epigonen seiner selbst nennen könnte.“ Arnold sah in Blaubart „einen dünneren Aufguß seines berühmtesten und wohl auch besten Romans: Stiller“. Andere Stimmen fanden in der Beziehung des Angeklagten zum Mordopfer die Konstellation der platonischen Liebe Gantenbeins zur „Milieu-Dame“ Camilla Huber aus Mein Name sei Gantenbein wieder. Auch Alexander Stephan erinnerte Blaubart „eher an die Romane der 50er und frühen 60er Jahre als an die Endspiele des vergangenen Jahrzehnts.“ Das Thema seien „wieder die verzweifelten Selbstfindungsversuche eines bürgerlichen Zeitgenossen […], der mit der Welt und seiner eigenen Biographie uneins ist.“ Hans Mayer widersprach der Behauptung, „der Blaubart sei im Grunde ein spätes Nachfolgewerk zum eigentlichen Werk“, um seinerseits doch auch einen Werksvergleich zu ziehen: „Statt den Dr. med. Schaad wieder einmal an die Seite der Herren Stiller und Gantenbein zu stellen, sollte man ihn vor allem als Bewohner von Andorra verstehen.“ Die Erzählung spiele erneut die Außenseiterproblematik aus Frischs Drama durch.

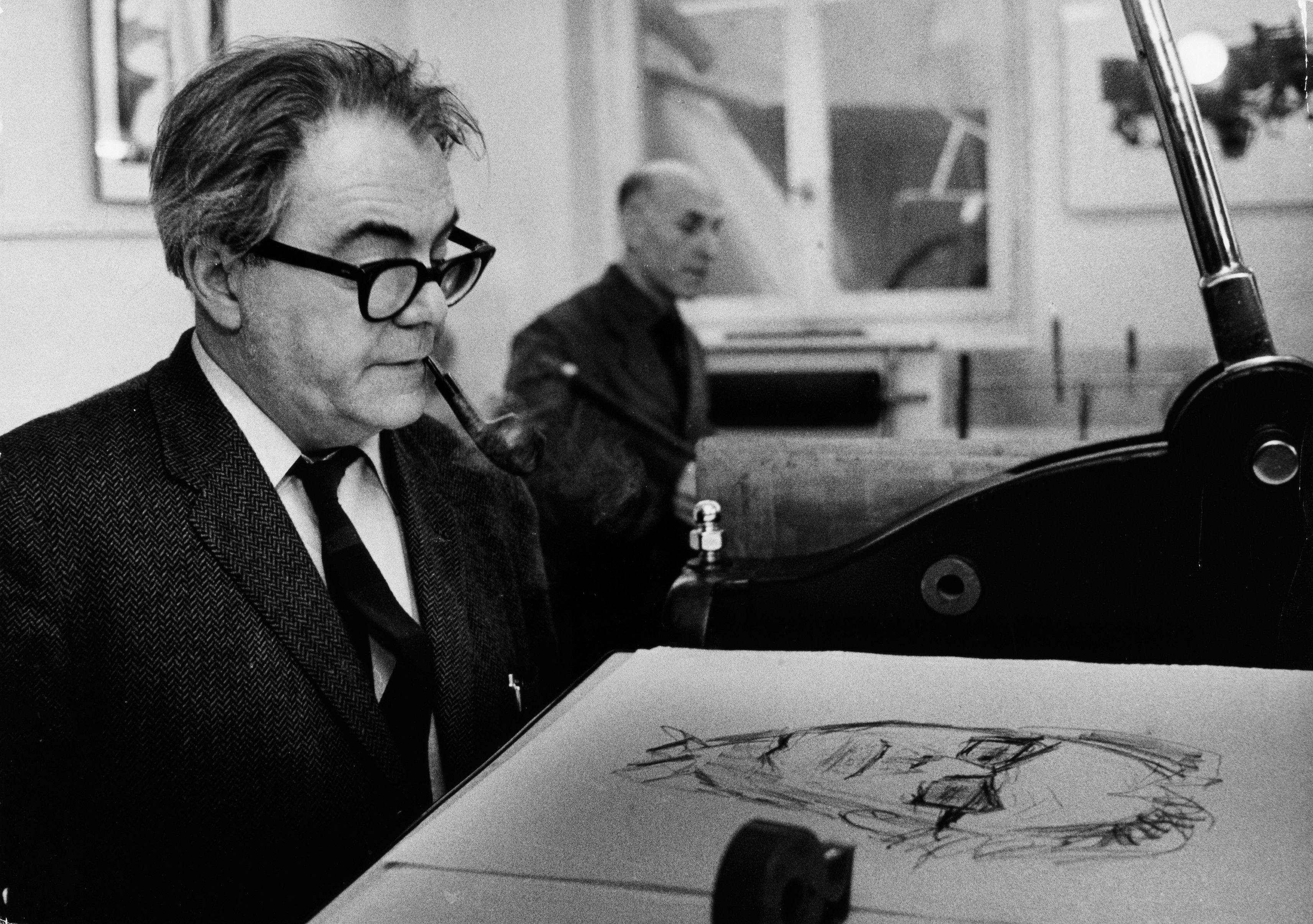
Max Frisch (1967)

Neben den Vergleichen mit seinen Hauptwerken wurde oft der thematische und formale Zusammenhang der letzten drei Erzählungen Frischs betont. So hatte sich Blaubart für Hans Mayer „mit Montauk und Holozän ganz offensichtlich zum epischen Triptychon gerundet […] in der schmucklosen und unverwechselbaren Prosa“. Auch für Volker Hage bildeten die drei Erzählungen „eine untergründige Einheit, nicht im Sinn einer Trilogie, […] wohl aber im Sinn eines harmonischen Akkords. Die drei Bücher ergänzen sich und sind doch selbständige Einheiten. […] Alle drei Bücher haben den Tenor der Bilanz, des Abschlusses – bis hinein in die Form, die nur noch das Nötigste zuläßt: verknappt, zugeknöpft.“ Eine späte Kernfrage Frischs, die in seinen drei abschließenden Erzählungen thematisiert werde, sei: „Wie hält man all das, was man im Laufe des Lebens geschrieben hat, unter Kontrolle?“ Frisch selbst äußerte sich zu seinem Prosa-Spätwerk: „Die letzten drei Erzählungen haben nur eins gemeinsam: daß sie in der Erprobung der mir möglichen Darstellungsweisen weiter gehen als die Arbeiten vorher.“
Trotz des 1989 noch zwei Jahre vor seinem Tod veröffentlichten Dialogtextes Schweiz ohne Armee? Ein Palaver hatte Frisch nach Blaubart, laut Jürgen H. Petersen „der letzten wirklichen literarischen Arbeit“, seine schriftstellerische Tätigkeit weitgehend aufgegeben. In seiner 1985 auf den Solothurner Literaturtagen gehaltenen resignativen Rede Am Ende der Aufklärung steht das Goldene Kalb verkündete Frisch, dass er „aufgehört habe zu schreiben. Müde, ja. Verbraucht.“ Vier Jahre später zog er in einem Gespräch mit Urs Bircher das Fazit: „Ich habe alles gesagt, was ich zu sagen habe, und ich habe alle Aussageformen ausprobiert, die mir eingefallen sind. Wiederholungen langweilen mich“.

## Rezeption
Das Echo auf Blaubart war in der deutschsprachigen Literaturkritik geteilt. Martin Walser pries die Erzählung seines Kollegen als „[e]ine triviale Geschichte […]. Aber ein Meisterstück.“ Schaad sei eine „hochpathetische Figur“, deren „Pathos andauernd in Komik kippt“. Frisch könne „einen meisterhaft traurigen Kriminalroman schreiben“, in dem man „mehr zum Bewundern als zum Lesen“ habe. Auch Hans Mayer erkannte eine „[h]andwerklich gute Krimiarbeit.“ Blaubart sei „genau gearbeitet. Kein Simenon und keine Agatha Christie könnten es besser.“ Mit zuvor ausgelegten Indizien werde „[d]ie Technik der Kriminalgeschichte […] genau respektiert.“ Max Frisch selbst widersprach der Klassifizierung als Kriminalroman: „Ich bin kein Leser von Krimis, das nicht aus Geringschätzung, sondern weil ich sie meistens nicht verstehe. Es war auch nicht mein Ehrgeiz, endlich selber einen Krimi zu schreiben.“
Viele Rezensenten verglichen Blaubart mit Frischs früherem Werk und reagierten unterschiedlich auf den zurückgenommenen Stil der Erzählung. Reinhard Baumgart fühlte sich nach der Lektüre „zugleich enttäuscht und irritiert […]. Der Lustverlust, der Kahlschlag sind unübersehbar. […] Das Buch zeichnet fast nur Linien, zeigt keine Farben.“ Nach wiederholtem Lesen sah er ein „sehr wortkarges, ja ein schweigsames Buch […] Aber die nicht nur literarische Qualität dieses Autors bestätigt sich auch darin, daß er sein Lebensthema hier grau und rigoros in eine neue Konsequenz hineingetrieben hat, ohne diese wohlfeil dem Zeitgeist auszuliefern.“ Demgegenüber konnte Heinz Ludwig Arnold Blaubart beim wiederholten Lesen keine weiteren Facetten abgewinnen: „diese Erzählung bereitet dem Leser keinerlei Schwierigkeiten, er liest sie flott herunter, und auch eine zweite und dritte Lektüre eröffnen keine neuen Perspektiven“. Frisch gehe mit Blaubart „[ü]ber das, was er einmal literarisch erreicht hat, […] nicht hinaus“, sondern bewege sich auf „beliebigen Trampelpfaden“, auf denen er „sein einmal gewonnenes Programm nun beliebig reproduzieren“ könne. Im Gegensatz zu seinem früheren Werk, vermöge Frisch „persönliche Betroffenheit nicht mehr literarisch fruchtbar zu machen“.
Joachim Kaiser warnte davor, Blaubart zu unterschätzen, „ein vollkommen klares, durchschaubar scheinendes, knappes Alterswerk. Verzweiflung, völlig unsentimental, hinter lakonischen Dialogen und eleganten Blackouts versteckt.“ Für Peter Weigel hatte Frisch sogar „rund heraus gesagt, eine der besten Erzählungen geschrieben, die es bislang in deutscher Sprache gab.“ Friedrich Luft dagegen sah Max Frisch resignieren „mit einem so eigentlich schrecklich leeren Buch“. Er bedauerte, „daß ein so vitaler und erfindungsreicher Autor in seinem 70. Lebensjahre bei der Darstellung einer kunstvoll nachgewiesenen Nichtigkeit angekommen ist.“ Volker Hage resümierte: „Frisch zügelte in Blaubart seine Phantasie. Er brillierte nicht mehr mit Einfällen.“ Kenner des Autors spürten in der kargen Erzählung am ehesten „das Abhandensein jener Elemente, die man von Frisch gewohnt ist und die er nun verweigert: seine phänomenologischen Exkurse in viele Bezirke des Alltags.“
Einer der schärfsten Kritiker der Erzählung war Marcel Reich-Ranicki, der zuvor Montauk gefeiert und Der Mensch erscheint im Holozän ignoriert hatte. Max Frisch hatte ihm bei einem Besuch von seiner neuen Arbeit erzählt. Reich-Ranicki war „aufrichtig begeistert. Hier hatte ein großer Erzähler den ihm gemäßen, den für ihn idealen Stoff gefunden. […] Ich gratulierte ihm und dachte mir: Diese Stunde […] werde ich nie im Leben vergessen.“ Als das Buch erschien, entsprach es jedoch nicht Reich-Ranickis hochgesteckten Erwartungen: „Hat es mich enttäuscht? Nein dieses Wort ist zu schwach. Ich war nachgerade entsetzt.“ In seiner Rezension in der F.A.Z. nannte er Blaubart „eher originell als interessant“. Die Erzählung sei „[e]in ungedeckter Scheck“. Die „literarische Manifestation der Sprachlosigkeit“ sei Frisch „gelungen, nur leider so konsequent, daß die Lektüre des Buches ziemlich rasch ermüdet.“ Frisch erklärte später zum ungünstigen Urteil des Kritikers, „er selber sei an allem schuld, er habe einen Fehler gemacht, er hätte [Reich-Ranicki] nie den Inhalt seines Buches erzählen sollen.“ Reich-Ranicki dagegen war noch mehr als zwanzig Jahre nach dem Erscheinen Blaubarts der Meinung, der Stoff, den Frisch ihm ursprünglich vorgetragen hatte, „war fabelhaft. Wenn da ein Tonband mitgelaufen wäre und man hätte das gedruckt […] es wäre ein glänzendes Buch geworden.“

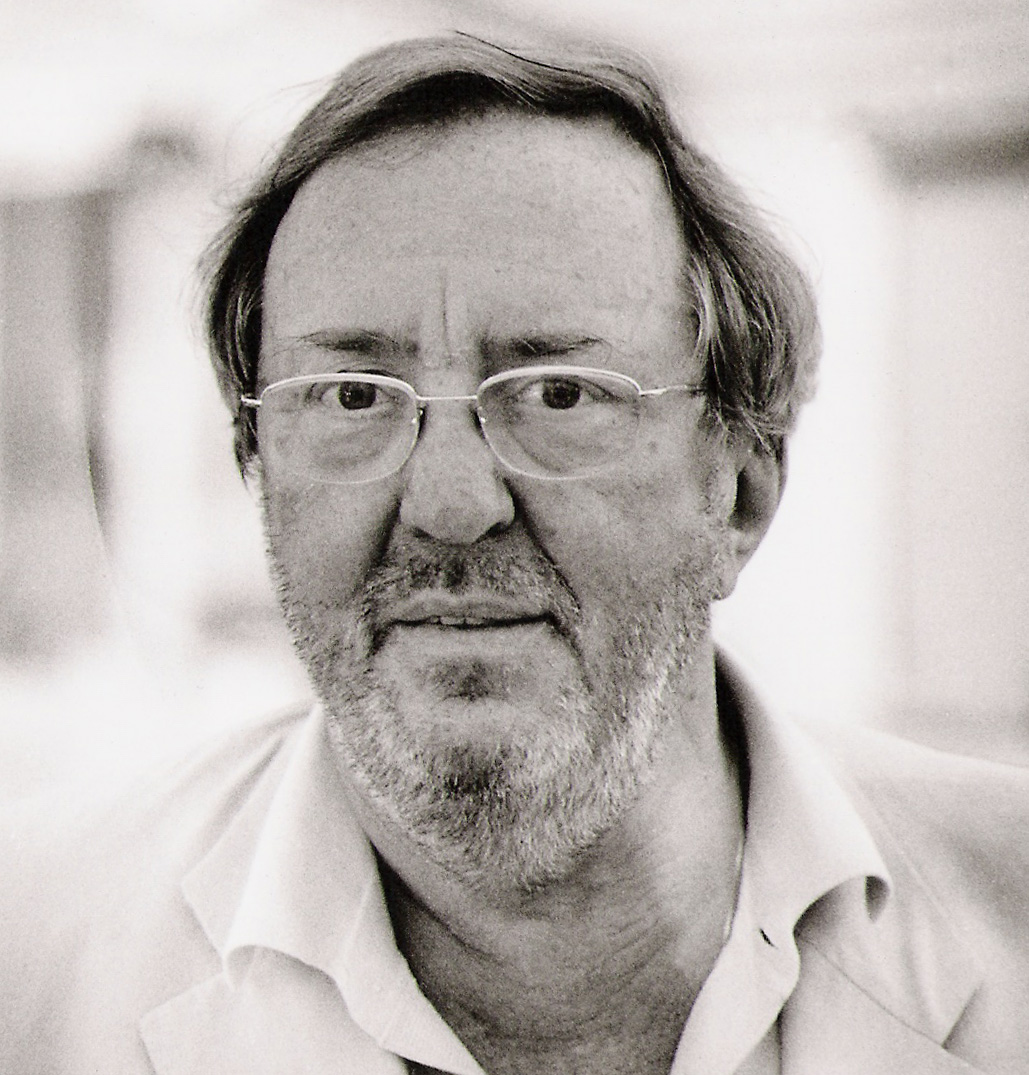
Vadim Glowna, der Dr. Schaad im Film

Martin Walsers Prophezeiung, die dialoggeprägte Erzählung sei für Film und Fernsehen und sogar eine Oper als „Max Frischs Felix-Passion“ prädestiniert, erfüllte sich zumindest teilweise. Blaubart wurde 1982 zweimal als Radiohörspiel unter der Regie von Ernst Wendt für den SDR und WDR sowie Mario Hindermann für DRS und ORF adaptiert. Die 1984 entstandene Verfilmung Blaubart durch Krzysztof Zanussi im Auftrag des Westdeutschen Rundfunks war, abgesehen von Richard Dindos Journal I-III, der erste Film nach einem epischen Stoff Max Frischs. Die Hauptrolle spielte Vadim Glowna. In weiteren Rollen waren Karin Baal, Vera Tschechowa und Margarethe von Trotta zu sehen. Max Frisch war ständiger Beobachter der Dreharbeiten und ist im Film selbst in einer kurzen Sequenz eingefangen. Für Volker Hage blieb der Film „nah an der Vorlage – und das gereicht ihm nicht zum Vorteil. Er ist artifiziell und einigermaßen langweilig.“ Max Frisch dagegen war „sehr einverstanden […] damit, daß Zanussi diesen Film eben auf den Gesichtern abspielen läßt“.

## Ausgaben
- Erstausgabe: Blaubart. Suhrkamp, Frankfurt am Main 1982, ISBN 3-518-02844-8.
- Weitere Ausgabe: Blaubart. Bibliothek Suhrkamp 882. Suhrkamp, Frankfurt am Main 1985, ISBN 3-518-01882-5 (auf diese Fassung beziehen sich die angegebenen Seitenzahlen).
- Taschenbuch: Blaubart. 3. Auflage. Suhrkamp Taschenbuch 2194. Suhrkamp, Frankfurt am Main 1996, ISBN 3-518-38694-8.
- E-Book: Blaubart. Suhrkamp, Frankfurt am Main 2016, ISBN 978-3-518-75056-8.
- Filmbuch: Michael Schmid-Ospach, Hartwig Schmidt (Hrsg.): Max Frisch: Blaubart. Ein Buch zum Film von Krzysztof Zanussi. Suhrkamp, Frankfurt am Main 1985, ISBN 3-518-37691-8.